# Bílá věž (Pražský hrad)

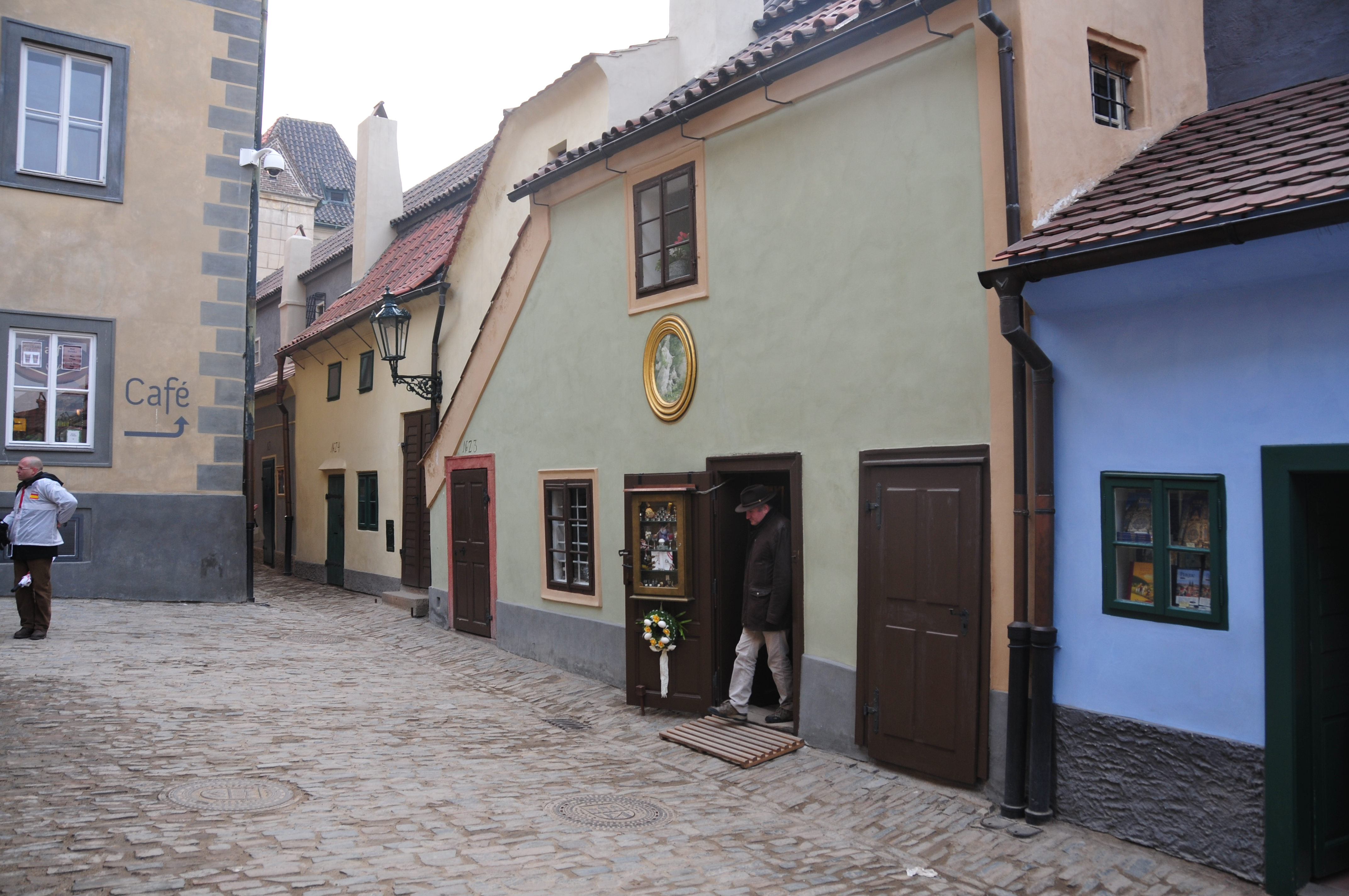
Přístup ze Zlaté uličky k Bílé věži (střecha v pozadí).

Bílá věž je pozdně středověká věž ve Zlaté uličce, která se nachází mezi Daliborkou a Mihulkou v severním opevnění Pražského hradu. Její název je převzatý z původní románské Bílé věže, která chránila západní vstup do hradu.

## Historie
Věž byla postavena při opevňování severní části Pražského hradu po roce 1486, pravděpodobně Benediktem Rejtem. Roku 1522 (letopočet v 1. patře) bylo nastaveno další podlaží s podstatně tenčími zdmi. V letech 1586-1587 byla věž upravena na vězení, které bylo spolu se jménem přeneseno z původní Bílé věže.

### Vězni stavovského povstání
V únoru roku 1621 po stavovském povstání zde byli uvězněni šlechtici a přední měšťané: Vilém starší z Lobkovic, Václav Budovec, Pavel z Říčan, Kašpar Kaplíř, Prokop Dvořecký, Bohuslav z Michalovic, Felix Pětipeský a Diviš Černín. Dále tři nemocní rytíři odvlečeni z jejich domů: Jindřich Otta z Losu, Hanuš Vostrovec a Volf Hausler a poté ještě Albrecht Jestřibský a Václav starší Štampach. Další účastníci odboje proti císaři byli vsazeni do vězení v tehdy ještě samostatných pražských městech - Staroměstská, Novoměstská nebo Malostranská radnice.
Staroměstský měšťan Martin Fruwein z Podolí byl z původního vězení v podzemí Staroměstské radnice přemístěn též do Bílé věže, odkud vodil velitel hradní stráže Petr Příchovský z Příchovic s ozbrojeným doprovodem jednotlivé vězně do soudní síně k výslechům. Koncem května 1621 byly vyneseny rozsudky, Martinu Fruweinovi měl být vyříznut jazyk, měl být sťat a jeho tělo rozčtvrceno. Nejdřív se ale měl podrobit dalším výslechům na mučidlech, protože se císaři Ferdinandu II. některé protokoly nezdály. V pondělí 7. června 1621 vešel strážce do kobky v nejhořejším patře, kde nemocný Martin Fruwein ležel, a měl ho odvést k dalšímu výslechu. Ten ale využil záminky cesty na toaletu a z vikýře se protáhl na střechu, odkud skočil a byl nalezen v Jelením příkopu. Přesto byl trest na něm vykonán.

## Popis
Věž má podkovovitý půdorys a pět podlaží s celkovou výškou 27,5 m. V přízemí věže je mučírna, v podlaze se zamřížovaným otvorem šachta do spodního vězení. Pod tímto prostorem je ještě 2. suterén, který sloužil jako hladomorna nebo odpadní jímka. V horních dvou patrech je zachováno některé původní vybavení (záchody, pec, topeniště, malovaný strop) a řada nápisů a kreseb od vězňů ze 16. a 17. století.